# Tittling
Tittling – gmina targowa w Niemczech, w kraju związkowym Bawaria, w rejencji Dolna Bawaria, w regionie Donau-Wald, w powiecie Pasawa, siedziba wspólnoty administracyjnej Tittling. Leży w Lesie Bawarskim, około 20 km na północny zachód od Pasawy, przy drodze B85 i linii kolejowej Waldkirchen – Deggendorf.

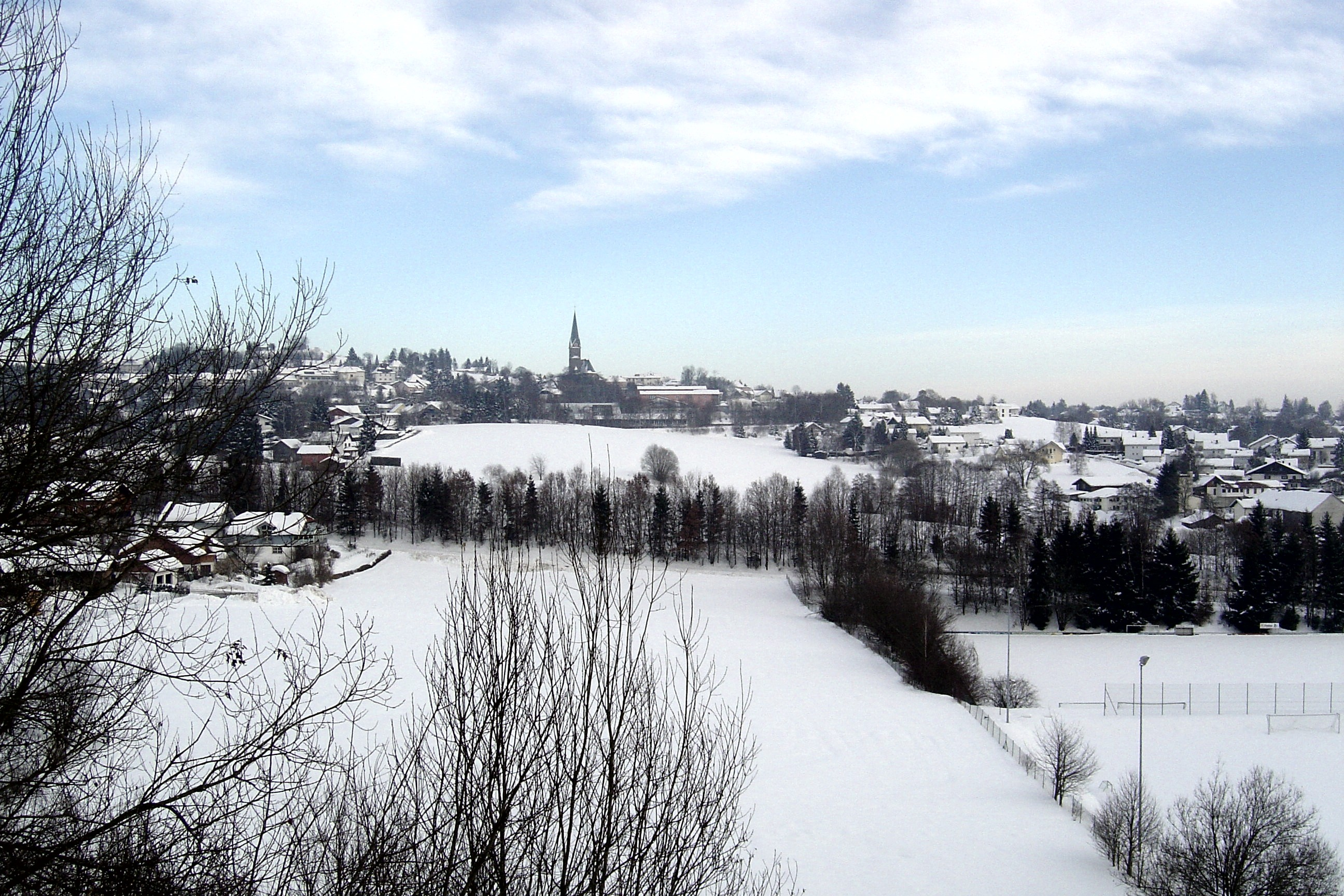
Tittling

W Tittling znajduje się Skansen Lasu Bawarskiego (Museumsdorf Bayerischer Wald) prezentujący budownictwo i wyposażenie z bawarskiej przeszłości.

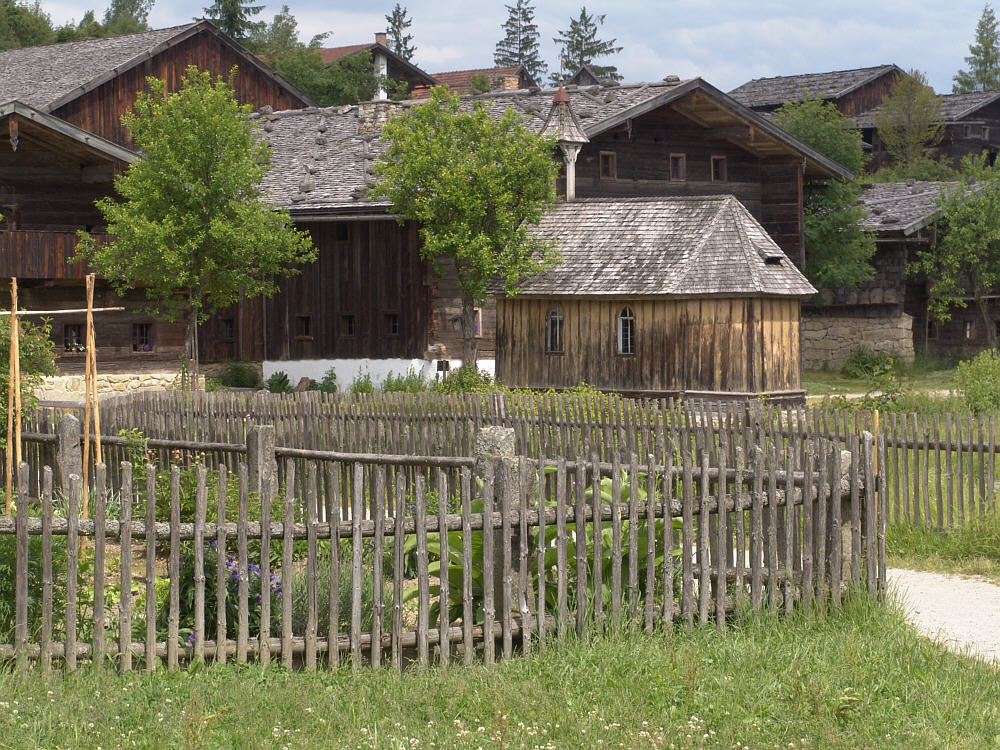
Skansen

## Demografia
| Rok  | Liczba mieszk. |
| ---- | -------------- |
| 1970 | 3 924          |
| 1987 | 3 860          |
| 2000 | 3 793          |

## Oświata
(na 1999)

W gminie znajduje się przedszkole (100 miejsc i 110 dzieci), szkoła podstawowa (478 uczniów) oraz Realschule (646 uczniów).